# Zelenkasta golobica
Zelenkasta golobica (znanstveno ime Russula virescens) je gliva iz rodu golobic (Russula).

## Značilnosti
Zelenkasta golobica je zelo značilna vrsta iz družine golobic, ki jo zaradi zelenkastega in pogosto razpokanega klobuka zlahka določimo. 
Klobuk te gobe ima premer od 5 do 15 cm in je sprva polkrožen, kmalu postane raven in nekoliko udrt na temenu. Po zgornji strani ke modrikasto zelen in ima pogosto značilno razpokano površino. Popolnoma razprt ima nažlebkano obrobje, kožica pa se zlahka olupi, vendar ne po celotni površini. Na temenu klobuka je namreč priraščena na meso.
Trosovnica je sestavljena iz belih in precej gostih, širokih ter srednje debelih lističev, ki so ponekod viličasto razcepljeni. So precej krhki, pripeti na bet, pri starih primerkih pa so pogosto rjavo lisasti.
Bet doseže v višino med 2 in 9 cm ter ima premer od 1,5 do 3 cm, je valjaste oblike, poln, raven, včasih proti dnišču nekoliko ožji. Stari primerki imajo pogosto rjave lise, sicer pa je skoraj gladek, bel in poprhnjen.
Meso zelenkaste golobice je belo, trdo in krhko. Včasih ima rahel rožnat odtenek. Je prijetnega vonja in okusa.
Kemične reakcije na mesu klobuka:
- železov sulfat: rožnata - oranžna
- gvajak: rjavozelena
- fenol: svetlo rožnata[2]

## Razširjenost in življenjski prostor
Zelenkasta golobica raste posamično ali v malih skupinah v mešanih gozdovih od začetka poletja do pozne jeseni.

## Mikroskopske značilnosti
Trosni odtis je rumenkasto bele barve. Trosi so skoraj okrogli z nizkimi bradavicami in grebeni ter merijo 6–8,8 x 4,9–6,5 μm.

## Podobne vrste
- razpokana golobica (Russula cutefracta) ima temno olivno zelen klobuk z razpokanim obrobjem
- zelena golobica (Russula aeruginea) je podobno zelena a ima gladek klobuk

## Uporabnost
Užitna. Sodi med odlične gobe in je primerna za najrazličnejše jedi in za konzerviranje. Ponekod jo uživajo tudi presno ali na hitro popečeno na žaru.

## Galerija slik
- ilustracija
- lističi in bet
- trosi